# Baia del Commonwealth
La baia del Commonwealth (in inglese Commonwealth Bay) è un'ampia baia larga circa 48 chilometri che si estende da punto Alden a capo Gray nella terra di Giorgio V in Antartide.
Localizzata alla latitudine di 66° 54′ S e longitudine di 142° 40′ E, fu scoperta nel 1912 durante la spedizione Aurora guidata da Douglas Mawson che stabilì il suo campo base (Mawson's Huts) a capo Denison, al centro della baia e intitolò il luogo al Commonwealth dell'Australia.
La baia è presente nel Guinness dei primati come il posto più ventoso al mondo, con raffiche che superano regolarmente i 240 km/h.